# Miss Moldavie
Miss Moldavie est un concours de beauté annuel tenu en Moldavie. La gagnante représente son pays aux élections de Miss Univers et Miss Europe.

## Les Miss
| Année | Nom               |
| ----- | ----------------- |
| 2006  | Alexandra Demciuk |
| 2007  | Ina Codreanu      |
| 2008  | Iana Varnacova    |

## Représentantes aux élections internationales
| Miss Monde         | Miss Monde                  |
| ------------------ | --------------------------- |
| 2000               | Mariana Moraru              |
| 2003               | Yelena Danilchuk            |
| 2004               | Marina Chivaciuc [Kivachuk] |
| 2005               | Irina Dolovova              |
| 2006               | Alexandra Demchuk           |
| Miss Europe        |                             |
| 1999               | Lilia Ciofu                 |
| 2001               | Yuliya Shavelyeva           |
| 2002               | Elena Streapunina           |
| 2005               | Irina Sili                  |
| 2006               | Yekaterina Vigovskaya       |
| Miss International |                             |
| 2000               | Elena Andrej (?) Ungureanu  |
| 2002               | Mariana Moraru              |